# Damrakkertjes

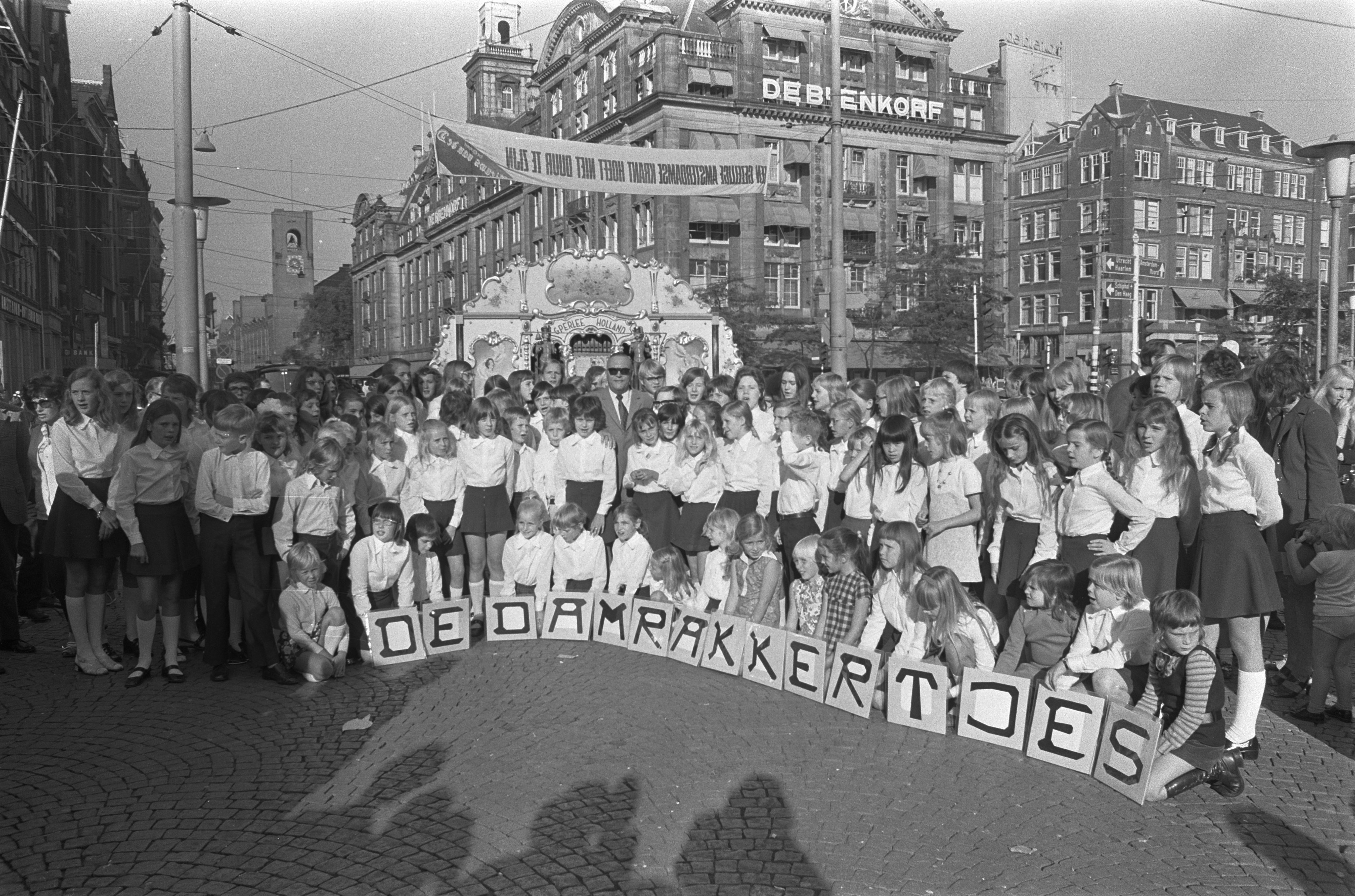
De Damrakkertjes in 1971

De Damrakkertjes was een Nederlands kinderkoor.
De Amsterdamse (koor)dirigent Hans de Jong had in de jaren vijftig enkele koren onder zijn hoede, waaronder het Amsterdams Vrouwenkoor. Een paar vrouwen van dit koor vroegen de dirigent om een koor voor hun kinderen op te richten. Zo ontstond in 1956 het kinderkoor "Zingende Jeugd". Platenmaatschappij Philips wist dit koor al snel te vinden en de eerste plaatopnames volgden, zoals het bekende "Zing ze maar mee".
Philips vond "Zingende jeugd" echter geen klinkende naam. Een van de medewerkers van het platenbedrijf kwam op het idee om het koor om te dopen tot "De Damrakkertjes" (naar het in Amsterdam gelegen Damrak). Aldus geschiedde en vanaf 1960 had dit kinderkoor een nieuwe naam.

## Successen
Met De Damrakkertjes had Philips een sterke troef in huis gehaald. Het koor werd dan ook voor veel televisie- en radioprogramma's ingezet. Zo werkten ze samen met onder anderen Rudi Carrell (Een muis in een molen), Hetty Blok (Poes, poes, poes) en Wim Kan. Met deze laatste werd een lp volgezongen tijdens het 25-jarig huwelijkjubileum van Koningin Juliana en Prins Bernhard.

## Televisie en Musical
Met de komst van jeugdtelevisie, waren er ook tv-series die een (begin)tune nodig hadden. Ook hier konden De Damrakkertjes hun bijdrage leveren. Dat waren o.a. Swiebertje, Pipo de Clown en Flipper. Voor Swiebertje (Daar komt Swiebertje) kreeg Hans de Jong jaren later nog een gouden plaat.
Met kindermusicals deden de Damrakkertjes ook regelmatig mee. Zo zongen ze in Fluitje van 'n cent van Annie M.G. Schmidt (1960). Met Bah september uit 1967 was de eerste 'volwaardige' kindermusical gemaakt. Er was zelfs een hitje uit deze musical onder de titel "Konijn en ik", dat ook op single uitkwam. De lp, met daarop ook de musical Op Schoolreis, werd onderscheiden met een Edison.

## Discografie
- Zing ze maar mee (1958)
- Zing en speel ze maar mee (1958)
- Kun je nog zingen ... (1959)
- Dikkertje Dap en andere kinderliedjes (1959)
- De Konijnenwinkel (1959)
- Pipo de Clown (1959)
- De leeuw is los (1960)
- Het varkentje (1960)
- Poes poes poes (1960)
- Als ik groot ben (1960)
- De Harlinger tweeling (1960)
- Het konijn Isedoe (1960)
- Fluitje van 'n cent (1961)
- Vijf mei (1961)
- Oranjefeest (1962)
- Dag koningin, dag prins (1962)
- Swiebertje (1962)
- De scharensliep (1963)
- Een muis in een molen (1964)
- Kerstfeest met De Damrakkertjes (1964)
- Bah, september / Op Schoolreis (1967)
- 26 sinterklaasliedjes (1979)
- 21 kerstliedjes (1979)